# The Sims 4: Vampires
The Sims 4: Vampires — четвертий ігровий пакет для комп'ютерної гри жанру стратегічного симулятору життя The Sims 4. Доповнення вийшло 24 січня 2017. Додає до гри нову форму життя — вампірів, багато нових готично-стильових об'єктів, новий одяг, нові ігрові функції, нові досягнення, нові кулінарні страви та нові навички: вампірський фольклор та гра на органі. Доступний лише при цифровому завантаженню. Вводить новий район під назвою Форготтен Холлоу, який фокусується на вампірській тематиці і має довшу ніч, ніж у інших районах. Схожими доповненнями є The Sims 2: Nightlife, The Sims 3: Late Night  та The Sims 3: Supernatural.

## Нововведення
- Нові ігрові функції/взаємодії: створення вампіра, сили вампірів
- Нова форма життя: вампір
- Нові навички: Вампірський фольклор (лише для вампірів) та Гра на органі
- Нові інтерактивні об'єкти: орган, труни
- Нові рослини: плазма-фрукт, часник, вовкобий та пастка для сиксам
- Нові характеристики лотів: On a Dark Ley Line, Vampire Nexus, Registered Vampire Lair.[2]

## Рецензії
| Агрегатор    | Оцінка |
| ------------ | ------ |
| GameRankings | 80%    |